# Downsview (circonscription provinciale)
Circonscription électorale provinciale du Canada
Downsview est une ancienne circonscription provinciale de l'Ontario représentée à l'Assemblée législative de l'Ontario de 1963 à 1999.

## Géographie
La circonscription comprenait la ville de North York, maintenant fusionnée à la ville de Toronto.

## Historique
| Législature                                    | Années    | Député              | Député                   | Parti                     |
| ---------------------------------------------- | --------- | ------------------- | ------------------------ | ------------------------- |
| Downsview Circonscription issue de York-Centre |           |                     |                          |                           |
| 27e                                            | 1963-1967 |                     | Vernon Singer (en)       | Libéral                   |
| 28e                                            | 1967-1971 |                     | Vernon Singer (en)       | Libéral                   |
| 29e                                            | 1971-1975 |                     | Vernon Singer (en)       | Libéral                   |
| 30e                                            | 1975-1977 |                     | Odoardo Di Santo (en)    | Néo-démocrate             |
| 31e                                            | 1977-1981 |                     | Odoardo Di Santo (en)    | Néo-démocrate             |
| 32e                                            | 1981-1985 |                     | Odoardo Di Santo (en)    | Néo-démocrate             |
| 33e                                            | 1985-1987 |                     | Joseph Cordiano (en)     | Libéral                   |
| 34e                                            | 1987-1990 | Laureano Leone (en) |                          | Libéral                   |
| 35e                                            | 1990-1995 |                     | Anthony Perruzza (en)    | Néo-démocrate             |
| 36e                                            | 1995-1999 |                     | Annamarie Castrilli (en) | Libéral                   |
| 36e                                            | 1999-1999 |                     | Annamarie Castrilli (en) | Progressiste-conservateur |
| Circonscription dissoute parmi York-Centre     |           |                     |                          |                           |